# 行政長官公共服務獎狀
行政長官公共服務獎狀（英語：Chief Executive's Commendation for Government/Public Service）是香港特別行政區政府頒授予在某次行動或某項工作中表現出色，或為某部門或機構服務，表現卓越，但稍稍未及頒授榮譽勳章要求的公務員或公職人員。

## 嘉獎名單

### 1998年
- 李尹璇先生
- 李明逵先生
- 李美美女士
- 何家明先生
- 李健祥先生
- 吳蔚昌先生
- 林瑞麟先生，JP
- 香世豪先生
- 俞澤庭先生
- 唐婉芬女士
- 陳孝偉先生
- 陳勇璇先生
- 張雲正先生
- 黃永恒先生
- 黃述勇先生
- 黃鴻超先生，JP
- 廖振生先生
- 翟海亮先生
- 鄧文彬先生
- 劉李麗娟女士，JP
- 蔡德文先生
- 羅兆興先生
- 羅沛生機長（Capt. Andrew Raeside ROBERTSON）
- 譚羅南華女士

### 1999年
- 江黃健芬女士
- 余振昌先生
- 吳文華女士
- 李立新先生，JP
- 馬志堅先生
- 梁沛光先生
- 梁家明先生
- 梁煥然先生
- 郭瑪琍女士
- 覃顯民先生
- 溫順良先生
- 葛輝先生（Mr. Anthony Alan GODFREY）
- 趙漢彬先生
- 潘擇輝先生
- 鄭國強先生
- 鄭慧鳳女士
- 鄧甘滿先生

### 2000年
- 別迪華先生
- 吳偉強先生
- 呂國輝先生
- 李梅林先生
- 周鴻安先生
- 林萬華先生
- 施國偉先生（Mr. Michael Leslie SQUIRES）
- 馬信康機長（Captain Trevor Keith MARSHALL）
- 梁飛寧先生
- 郭楚雅先生
- 陳國良先生
- 陳國強先生
- 陳廣文先生
- 陸浩生先生
- 曾玉明先生
- 曾運興先生
- 程裕端先生
- 黃志瑩先生
- 黃金水先生
- 黃俊銘先生
- 黃城澤先生
- 葉桂新先生
- 詹善輝先生
- 鄒漢清先生
- 劉陳玉蓮女士
- 鄭李蕙蓮女士
- 鄧永強先生
- 黎鳳霞女士
- 譚兆恒先生
- 周祝旭先生
- 陳志新先生
- 蔡裕能先生
- 談國明先生
- 鄺耀明先生

### 2001年
- 王幸意女士
- 何錦楨先生
- 余國平先生
- 林健儀先生
- 曹永建先生
- 郭聲培先生
- 陳佩勤女士
- 陳學常先生
- 陳錦綸先生
- 曾連先生
- 黃照歡先生
- 廖志強先生
- 蔡秋桂女士
- 賴國明先生
- 羅偉鋒先生
- 譚奇珠先生
- 關莊瓈瑜女士

### 2002年
- 方文正先生
- 王炳南先生
- 朱碧良先生
- 何鉞銘先生
- 吳翠儀女士
- 李兆興先生
- 周慶超先生
- 邱偉強先生
- 陳共樂先生
- 陳志文先生
- 陳偉文先生
- 陳漢堅先生
- 勞關素霞女士
- 黃結能先生
- 黃樹根先生
- 黃錦棠先生
- 劉振強先生
- 劉肇康先生
- 鄧家光先生
- 錢曾珙先生
- 戴汝光先生
- 謝國雄先生
- 羅錦榮先生
- 關天龍先生
- 嚴國政先生

### 2003年
- 盧古嘉利女士，JP
- 鄭家華先生，MBB
- 劉志強先生，PMSM
- 陳勇璇先生
- 吳文儉先生
- 吳家榮先生
- 李兆發先生
- 林國安先生
- 林華煜先生
- 祁金波先生
- 祁德新先生
- 袁金旺先生
- 張玉華女士
- 張煥兒女士
- 梁金成先生
- 梁鳳影女士
- 許素河先生
- 陳樹基機長
- 傅迎珠女士
- 馮銳生先生
- 楊生進先生
- 翟沛恩先生
- 謝莫楚燕女士
- 鍾霈森先生
- 譚寶華先生

### 2004年
- 丁沛東機長，MBB
- 王曼霞醫生
- 古志眾先生
- 伍國強先生
- 何志強先生
- 何林燕兒女士
- 余玉簫女士
- 余關翠雯女士
- 吳幼蘭女士
- 吳志華機長
- 吳錦照先生
- 李愛堅女士
- 沈志偉機長
- 周烱堯先生
- 林良彬先生
- 林良就先生
- 祁文慧德女士（Ms. Alison CABRELLI）
- 冼蘭桂女士
- 袁鄺鏽儀女士
- 高永祥先生
- 區德光醫生
- 張錦培先生
- 梁冠雄先生
- 梁淑冰女士
- 陳兆基先生
- 陳偉強先生
- 陳源寶儀女士
- 陳德立博士（Dr. Stephen Gowan CHANDLER）
- 陳蔭禧先生
- 陳耀榮博士
- 勞月儀女士
- 曾昭義醫生
- 曾浩輝醫生
- 黃敦義先生
- 黃騰堅先生
- 楊敬慈先生
- 葉賜權先生
- 歐燕山先生
- 蔡澍基先生
- 鄭榮達先生
- 鄧百標先生
- 鄧龍華先生
- 黎澤霖先生
- 盧陳清泉女士
- 薛肇峰先生
- 簡志輝先生
- 魏宏生先生
- 鄺兆祥先生
- 羅名威先生

### 2005年
- 吳偉平先生
- 呂國明先生
- 李愷欣女士
- 李道龍先生
- 姚潤笑女士
- 柯士鴻先生
- 唐寶開女士
- 袁永春先生
- 張梓樑先生
- 梁超彬先生
- 郭林懿軍女士
- 勞碧惠女士
- 馮秋貴先生
- 黃月娥女士
- 楊翠霞女士
- 葉天送先生
- 葉家輝先生
- 蔡永祥先生
- 鍾水朋先生
- 鍾徐素英女士
- 龐金來先生
- 羅秉正先生
- 關錦輝先生
- 蘇學禮先生

### 2006年
- 栢志高先生，JP（Mr. Duncan Warren PESCOD, J.P.）
- 王榮珍女士，JP
- 葉麗清女士，JP
- 劉家強先生，JP
- 任達榮先生，PDSM
- 鄧竟成先生，PDSM
- 朱文駿先生，FSDSM
- 古樹鴻先生，PMSM
- 蔡建祥先生，PMSM
- 鄧甘滿先生，PMSM
- 香世豪先生
- 譚羅南華女士
- 王偉標先生
- 朱兆光先生
- 李美嫦女士
- 林玉蟬女士
- 胡偉雄機長
- 胡廣良先生
- 孫貴良先生
- 高富士先生（Mr. Michael Rex DEMAID-GROVES）
- 區都陵先生
- 梁永康先生
- 符耀祖先生
- 莫福林先生
- 陳觀雄先生
- 楊淑娟女士
- 楊翠萍女士
- 葉振成先生
- 趙明華先生
- 黎耀偉先生
- 賴俊儀女士
- 韓家傑先生（Mr. Blake David Marshall HANCOCK）
- 譚瑞初先生
- 譚錫揚先生

### 2007年
- 黃騰堅先生
- 尹錦祥先生
- 王浩文機長
- 伍添鴻先生
- 老興權先生
- 吳計雄先生
- 吳偉健先生
- 李長楨先生
- 李炯榮先生
- 張幸榮先生
- 陳炳光先生
- 陳淑端女士
- 陳嘉章先生
- 陳錦生先生
- 陸發星先生
- 麥紹培先生
- 黃廼釗先生
- 溫孔祥先生
- 趙淑芬女士
- 鄺志淇先生
- 關傑華機長

### 2008年
- 王四順先生
- 任偉國先生
- 宋榮華先生
- 李仲堯先生
- 周周美珍女士
- 胡敏成先生
- 區雅鴻先生
- 陳吳幗莊女士
- 陳國強先生
- 陸伯榮先生
- 楊仲文先生
- 劉永錦先生
- 劉桐芳先生
- 蔡創達先生
- 鄧佩琼女士
- 謝紹基先生
- 鄺廷釗先生
- 龔關錦珩女士
- Ms. Irene FERGUSON

### 2009年
- 曾昭義醫生，JP
- 曾浩輝醫生，JP
- 梁栢賢醫生，JP
- 劉明光先生，JP
- 黎潔廉醫生，JP
- 鍾小玲女士，JP
- 譚麗芬醫生，JP
- 胡偉雄機長，MBS
- 古樹鴻先生，PDSM
- 周廣先生，CDSM
- 陳詠梅博士，IDSM
- 單日堅先生，CSDSM
- 曾偉雄先生，PDSM
- 丁沛東機長，MBB
- 何鳳翔先生，MBB
- 鄭家華先生，MBB
- 鄧成東機長，MBB
- 柳敦先生，PMSM（Mr. James Gerard LANGTON, P.M.S.M.）
- 鄭淑珍女士，PMSM
- 譚偉綸先生，CMSM
- 孫貴良先生
- 陳嘉章先生
- 蔡德文先生
- 譚錫揚先生
- 孔蕃佳先生
- 朱志寶先生
- 朱家銘先生
- 江效良先生
- 何嘉業先生
- 余炳華先生
- 吳其泰先生
- 李子健先生
- 李再唐先生
- 李炳友先生
- 李振傑先生
- 李敏碧醫生
- 李華柱先生
- 李澤民先生
- 李觀勝先生
- 周建海先生
- 林子惟先生
- 林孝俊先生
- 林國華先生
- 林綽源先生
- 林鄺泗蓮女士
- 姚志忠先生
- 施永遠先生
- 柳志德先生
- 倪麗萍女士
- 唐啟恩先生
- 容寶樹先生
- 殷向華先生
- 殷靜儀女士
- 袁子健先生
- 袁家耀醫生
- 袁潔萍女士
- 袁鑑棠先生
- 高文彤女士
- 婁頴濤機長
- 張德華先生
- 張耀敦先生
- 梁志雄先生
- 梁建文先生
- 梁科文先生
- 梁韋洛先生
- 梁淦章先生
- 梁瑋江先生
- 梁榮武先生
- 莫天娜醫生
- 莫永強先生
- 莫昭友醫生
- 許浩銘先生
- 許偉成先生
- 許培道先生
- 許澤霖先生
- 郭永雄先生
- 郭有定先生
- 郭志鈞先生
- 郭健民先生
- 郭梅英女士
- 陳兆君先生
- 陳孟麟先生
- 陳威林先生
- 陳威豪先生
- 陳述華醫生
- 陳倪毓英女士
- 陳家任先生
- 陳恩明先生
- 陳浩樑先生
- 陳偉明先生
- 陳健雄先生
- 陳國昌先生
- 陳國超先生
- 陳嘉樂先生
- 麥力高先生（Mr. Iain Fraser MCNICOL）
- 麥志聰先生
- 麥蕙霞女士
- 斐博歷先生（Mr. Brett McEwan FREE）
- 游坤偉先生
- 馮寶賢機長
- 黃志雄先生
- 黃明達先生
- 黃鎮業先生
- 楊國仲博士
- 楊煥明先生
- 溫錦明先生
- 葉志強先生
- 葉致泉先生
- 葉國安先生
- 葉智強先生
- 葉潤宏先生
- 鄒玉華先生
- 雷敬民先生
- 廖偉麟先生
- 翟國威先生
- 趙雨偉先生
- 劉偉健先生
- 劉鑑深先生
- 鄭國柱先生
- 鄭煥傑先生
- 鄧慧雲女士
- 黎永勤女士
- 霍偉豐先生
- 薛漢宗獸醫
- 鍾懷啟女士
- 簡迪文先生（Mr. Martin CADMAN）
- 簡連富先生
- 藍偉文醫生
- 羅焯寧先生
- 羅鳳屏女士
- 譚棣強先生
- 關志剛先生
- 關勝穩先生
- 關雄熹先生
- 蘇志安先生
- 蘇德程先生

### 2010年
- 劉明光先生，JP
- 盧傅偉先生，JP
- 胡敏成先生
- 許偉成先生
- 斐博歷先生（Mr. Brett McEwan FREE）
- 葉智強先生
- 孔榮遠先生
- 文錦山先生
- 王炳輝先生
- 司徒元傑先生
- 朱麥玉嬋女士
- 何俊傑先生
- 吳志翔醫生
- 吳茂勝先生
- 李小玲女士
- 李小苑醫生
- 李友德先生
- 李先華先生
- 李俊傑先生
- 李淑貞女士
- 杜光旭先生
- 杜瑞緯先生
- 祁偉良先生
- 高宇宙先生
- 張少猷工程師
- 張觀霖先生
- 梁浩斌先生
- 梁黎艷明女士
- 郭永秋先生
- 陳世傳先生
- 陳卓生先生
- 陳若藹女士
- 陳漢光先生
- 湯李欣欣女士
- 舒從添先生
- 馮炳懷先生
- 黃志輝先生
- 黃敬瑋先生
- 廖志偉先生
- 趙富華先生
- 蔡志滿先生
- 鄭瑞英女士
- 黎耀強先生
- 賴榮華先生
- 鍾少文先生
- 鍾啟彥先生
- 韓日強先生
- 韓國松先生
- 魏國威先生
- 鄺焯華先生
- 鄺達成先生
- 關綺雯女士
- 蘇平治先生
- 蘇祐安先生

### 2011年
- 陳子敬先生，JP
- 陳偉基先生，JP
- 朱克儉先生
- 吳偉堂先生
- 吳漢榮先生
- 吳綺媚女士
- 吳鳳華女士
- 杜潔瑩女士
- 周偉材先生
- 周樹吉先生
- 林雅雯女士
- 陳世明先生
- 陳海明女士
- 陳劍強先生
- 程佩琪女士
- 黃永祥先生
- 趙黎素芬女士
- 劉銘培先生
- 歐陽成先生
- 蔡樹根先生
- 鄭家儀女士
- 鄭震生先生
- 鄧葉蓮女士
- 龔志科先生

### 2012年
- 梁榮武先生
- 女士
- 任健鵬先生
- 李淑明女士
- 林瑞華女士
- 邱巧珠女士
- 馬周寶明女士
- 馬偉民先生
- 高永祺先生
- 梁志邦先生
- 梁洪熙先生
- 梁浩明女士
- 郭耀雄先生
- 陳玉珊女士
- 陳榮基先生
- 葉潤泉先生
- 鄭結文先生
- 鍾松根先生

### 2013年
- 黃耀康機長，MBB
- 婁頴濤機長
- 陳威豪先生
- 王得明先生
- 司徒卓賢先生
- 何偉璇先生
- 余仲至先生
- 吳華森先生
- 李利華先生
- 李卓榮先生
- 李柏康先生
- 李洪光先生
- 李美玲女士
- 李偉謙先生
- 李國昌先生
- 李樂然先生
- 李錦豪先生
- 林艷龍先生
- 邱偉强先生
- 唐華英先生
- 徐偉文先生
- 徐廣康先生
- 袁家偉先生
- 袁健斌先生
- 高穎其先生
- 張柏倫先生
- 張敬倫先生
- 張嘉輝先生
- 梁建基先生
- 梁家永先生
- 梅林生先生
- 許家俊先生
- 郭保康先生
- 陳文輝先生
- 陳庭輝先生
- 陳得寬先生
- 陳紹麟先生
- 陳華洪先生
- 陳榮先生
- 陳鴻立先生
- 麥桂耀先生
- 單振光先生
- 曾向榮先生
- 曾海文先生
- 曾偉傑先生
- 曾健明先生
- 黃子翹先生
- 黃玉寶先生
- 黃嘉榮先生
- 黃樹培先生
- 楊銘康先生
- 楊德强先生
- 溫富強先生
- 葉健榮先生
- 廖吳嘉儀女士
- 廖慧明先生
- 翟榮邦先生
- 趙炳權先生
- 劉志君先生
- 劉顯文先生
- 蔡文雄先生
- 蔡寶康先生
- 鄭國釧先生
- 鄭彭金滋女士
- 鍾仕和先生
- 簡甘婉華女士
- 鄺子強先生
- 羅志豪先生
- 譚淦麟先生

### 2014年
- 胡偉雄機長，MBS
- 霍偉豐先生，GMSM
- 鄺志淇機長
- 關傑華機長
- 方正威先生
- 林家輝先生
- 施雲龍機長
- 容家瑜先生
- 梁振環先生
- 陳志威先生
- 陳鉅鏜先生
- 温灼均先生
- 馮玉蓮女士
- 馮達康先生
- 黃君盛先生
- 葉世雄先生
- 蔡美芸女士
- 鄧桃芳女士
- 鄭以信先生
- 黎根耀先生

### 2015年
- 鄧成東機長，MBB
- 鄭家華先生，MBB
- 余錦光先生
- 周金惠玲女士
- 倪秉郎先生
- 徐佩宏博士
- 張少馨女士
- 陳金珠女士
- 黃明德先生
- 甄淑賢機長
- 潘德深先生
- 蔡貞停女士
- 蔡崇機先生
- 鄧倩碧女士
- 韓志剛先生
- 羅蔡妍芳女士
- 蘇佘靜文女士

### 2016年
- 羅夢熊先生，PDSM
- 張德強先生，PMSM
- 歐陽照剛先生，PMSM
- 孔榮遠先生
- 文家祥先生
- 文偉傑先生
- 王恩承先生
- 伍錦輝先生
- 江學禮先生
- 何廸希先生
- 何紹榮先生
- 余達松先生
- 吳承斌先生
- 呂俊宏先生
- 李佩芬女士
- 李家俊先生
- 周浚楷先生
- 林曉彤女士
- 胡勝豪先生
- 徐健文先生
- 袁耀強先生
- 馬文敬先生
- 馬啟耀先生
- 梁志添先生
- 梁偉先生
- 梁淑妍女士
- 莊定賢先生
- 郭蔭庸先生
- 陳銘泰先生
- 陶輝先生
- 麥國兆先生
- 曾慶棠先生
- 温志平先生
- 馮偉棠先生
- 黃家俊先生
- 黃業祥先生
- 黃業興先生
- 楊偉恒先生
- 楊進昇先生
- 葉振瀚先生
- 劉偉業先生
- 蔡明曦先生
- 鄧錦榮先生
- 黎偉希先生
- 盧科璋先生

### 2017年
- 江耀強先生
- 余忠傑先生
- 李　巍先生
- 易文燕女士
- 翁振華先生
- 袁浩章先生
- 梁鎮林先生
- 黃小明先生
- 黃樂安先生
- 葉永成先生
- 鄒志傑先生
- 甄自成先生
- 蔡俊明工程師
- 鄭國威先生
- 鄭善彰先生
- 霍永鴻先生
- 謝應良先生
- 魏家俊先生
- 嚴啟明先生

### 2018年
- 丁沛東機長，MBB
- 李偉明先生，MBB
- 鄧成東機長，MBB
- 陳勇璇先生
- 伍德興先生
- 何嘉儀女士
- 何毅男先生
- 岑炳釗先生
- 李嘉榮機長
- 林家耀先生
- 范偉傑先生
- 翁漢銘先生
- 馬鈞濠機長
- 張偉康先生
- 張惠萍女士
- 張智淵先生
- 梁少華女士
- 陳振明先生
- 陳堅衡先生
- 陳綺玲女士
- 黃家豪先生
- 解恩德先生
- 鄧文基先生
- 禤麗群女士

### 2019年
- 李炳威先生，JP
- 鄭楚明博士，JP
- 謝凌駿先生，JP
- 方緯邦先生
- 伍根全先生
- 宋文娟女士
- 宋柏毅先生
- 李立信先生
- 李建誠先生
- 李國賢先生
- 李景雄先生
- 李煒森先生
- 李漢良先生
- 沈文亮先生
- 周進其先生
- 林啓志先生
- 林瑞蓮女士（Miss Nasreen KHATTAK）
- 洪瑞賢女士
- 紀枝萍女士
- 胡喜珍女士
- 胡煜華先生
- 胡耀中先生
- 張波達先生
- 張培仲先生
- 郭立熙先生
- 郭俊民先生
- 陳子健先生
- 陳旭輝先生
- 陳志明工程師
- 陳發龍先生
- 陳漢瑛先生
- 麥錦燦先生
- 先生
- 黃英傑先生
- 黃樂奇先生
- 葉其青先生
- 歐健華先生
- 鄭啟謙先生
- 鄭耀俊先生
- 盧世昌工程師
- 謝惠貞女士

### 2020年
- 孔榮遠先生
- 莊定賢先生
- 陶輝先生
- 毛莉莎女士
- 王少琼女士
- 王志良先生
- 王穗歧先生
- 丘凱倫先生
- 古今威先生
- 古浩文先生
- 石達青機長
- 朱浩賢先生
- 朱錫源先生
- 老煥霞女士
- 何文龍先生
- 何家儀女士
- 何慧雯女士
- 余舶銘先生
- 余耀榮先生
- 吳志忠先生
- 吳國豪先生
- 吳漢森先生
- 吳臻泰先生
- 呂錦豪先生
- 李玉華女士
- 李兆基先生
- 李伯豪先生
- 李志偉先生
- 李金洪先生
- 杜明彥先生
- 杜威先生
- 杜國康先生
- 汪威遜先生
- 周一鳴先生
- 林敏嫻女士
- 林鴻釧先生
- 施煥權先生
- 馬嘉禧女士
- 高振邦先生
- 區永樑先生
- 張明智先生
- 張堃婷女士
- 張敏傑先生
- 張紹文先生
- 張惠華先生
- 張愛如女士
- 梁子健先生
- 梁永華先生
- 梁仲文先生
- 梁彼得先生
- 梁念基先生
- 梁健邦先生
- 梁領群先生
- 梁錦沛先生
- 莊漢麒先生
- 莫俊傑先生
- 莫慶榮先生
- 許志恒先生
- 許家浩先生
- 陳永譽先生
- 陳冰雪女士
- 陳宇軒先生
- 陳卓銘先生
- 陳家駿先生
- 陳浩明先生
- 陳健國先生
- 陳國良先生
- 陳淑儀女士
- 陳港橋先生
- 陳寶倫先生
- 麥詠芬女士
- 曾少東先生
- 曾正科先生
- 曾宏盛先生
- 曾淑賢女士
- 曾傑昌先生
- 温旭菊女士
- 馮志榮先生
- 馮俊傑先生
- 黃人龍先生
- 黃希烈先生
- 黃榮光先生
- 黃漢斌先生
- 黃錦成先生
- 黃曦陽先生
- 黃耀華先生
- 楊旭亮先生
- 楊鎮波先生
- 廖志傑先生
- 廖國明先生
- 趙子賢先生
- 劉青龍先生
- 劉鳳霞女士
- 劉錦麟博士
- 蔡君誠先生
- 鄧子杰先生
- 黎成就先生
- 蕭嘉豪先生
- 賴重燁先生
- 戴雄健先生
- 薛家豪先生
- 謝振中先生
- 鍾玉麟先生
- 鍾卓文先生
- 鍾慧芬女士
- 鄺浩銘先生
- 羅志輝先生
- 羅智輝先生
- 譚雅靜女士

下列嘉獎人士在應對2019冠狀病毒病疫情的工作方面，貢獻良多，特頒獎狀，以示嘉勉：
- 廖貴興先生，MBB
- 鄺達成先生
- 文偉光先生
- 方浩澄醫生
- 方國基先生
- 方鎮光先生
- 王健民先生
- 司徒美瑤女士
- 石家華先生
- 伍兆麟先生
- 伍婉儀女士
- 朱展香先生
- 朱偉成先生
- 朱雅珊女士
- 朱嘉麗女士
- 江志宏醫生
- 何永禧先生
- 何家慧醫生
- 何惠鸞女士
- 何慶豐醫生
- 何靜婷女士
- 吳金耀先生
- 吳青麟先生
- 吳星桂先生
- 吳嘉威先生
- 李文暄先生
- 李志光先生
- 李偉旋先生
- 李國生先生
- 李榮森醫生
- 李慕燕女士
- 李錦芝女士
- 汪洋先生
- 阮綺雯女士
- 周立根先生
- 周淑芬女士
- 周詠賢先生
- 林玉輝女士
- 林信恩先生
- 林順華先生
- 侯萱婷女士
- 姚凱文先生
- 胡衍任醫生
- 香德婉女士
- 奚安妮醫生
- 孫紹強先生
- 徐煒舜先生
- 翁映娟女士
- 翁美蘭女士
- 翁錦雄先生
- 高筱珊女士
- 張志佳醫生
- 張碧玉醫生
- 張靜女士
- 張駿基先生
- 梁立仁先生
- 梁志誠先生
- 梁振輝工程師
- 梁珮欣女士
- 梁偉民醫生
- 梁嘉銘先生
- 梁蓮碧女士
- 梁耀康醫生
- 郭欣螢女士
- 郭家俊先生
- 郭曉峯工程師
- 陳子顯先生
- 陳佩儀女士
- 陳封林先生
- 陳彥銘先生
- 陳美玲女士
- 陳家榮先生
- 陳國俊先生
- 陳國傑先生
- 陳婉雯女士
- 陳漢光先生
- 陳樹園醫生
- 陶振飛女士
- 陸慶全先生
- 麥之駒先生
- 麥兆娟醫生
- 麥芷欣女士
- 麥芷薇女士
- 彭銘州先生
- 曾敏琪女士
- 曾雅思女士
- 湯永明先生
- 華國基先生
- 馮有德先生
- 馮浩賢先生
- 黃小燕女士
- 黃永浩先生
- 黃志恒工程師
- 黃欣欣女士
- 黃泉權先生
- 黃詠妍機長
- 黃敬文先生
- 黃廣培先生
- 黃駿君醫生
- 楊志高先生
- 楊卓敏先生
- 葉海敏女士
- 趙汝泰先生
- 趙善基先生
- 趙善衡先生
- 劉繼權先生
- 歐浩華先生
- 歐嘉誠先生
- 潘士強先生
- 潘錦鴻先生
- 蔡子鏗博士
- 蔡少姬女士
- 蔡宇飛先生
- 蔡浩然先生
- 蔡敏賢女士
- 蔡惠騰先生
- 衛永賢先生
- 鄧馮淑妍女士
- 鄭國柱先生
- 黎家怡女士
- 黎啟邦先生
- 黎燕婷女士
- 黎穎詩女士
- 盧仕宜先生
- 盧潔崙女士
- 蕭文傑醫生
- 蕭慧儀女士
- 蕭錕材先生
- 蕭錦榮先生
- 謝冰心女士
- 鍾艷女士
- 叢翠儀女士
- 鄺子科先生
- 鄺偉成先生
- 鄺慧賢女士
- 顏偉鳴先生
- 羅育龍醫生
- 羅家麗女士
- 羅頴思醫生
- 蘇建庭先生
- 蘇淑娟醫生
- 蘇智強先生
- 龔健恆醫生

### 2021年
- 丁國榮博士
- 王忠巡先生
- 王智榮先生
- 伍朗廷先生
- 呂嬋鳳女士
- 李嘉豪先生
- 周天行先生
- 林新維先生
- 原慧嫻女士
- 徐湘兒女士
- 馬偉德先生 (Mr Alick Bryce McWHIRTER)
- 張國良先生
- 梁文豐先生
- 梁金全先生
- 梁美賢女士
- 梅基發先生
- 陳錦清女士
- 彭士印先生
- 楊美琪女士
- 蔡棟雄先生
- 蕭敏鏇女士
- 鍾詠敏女士
- 羅越榮博士
- 譚芷菁女士

下列嘉獎人士在應對2019冠狀病毒病疫情的工作方面，貢獻良多，特頒獎狀，以示嘉勉：
- 王秀慧女士，JP
- 左健蘭女士，JP
- 余健強先生，JP
- 李慧婷女士，JP
- 張佩蓮女士，JP
- 陳志剛先生，JP
- 陳尚文先生，JP
- 陳信禧先生，JP
- 黃昕然先生，JP
- 黃智華先生，JP
- 蔡敏君女士，JP
- 張靜女士，PDSM
- 陳綺麗女士，PMSM
- 譚熾成先生，IMSM
- 汪威遜先生
- 孔慶勳女士
- 方婉儀女士
- 王尹靖工程師
- 王煒楠先生
- 王肇佳先生
- 丘卓希女士
- 丘健文先生
- 丘紹箕先生
- 甘智霖工程師
- 石俊文先生
- 石建騰工程師
- 石政偉先生
- 伍家康先生
- 伍恩琪女士
- 朱敏超先生
- 江少明醫生
- 江永明醫生
- 江何素珊女士
- 江景棠先生
- 江慧敏女士
- 何金惠醫生
- 何美玲女士
- 何英傑工程師
- 何偉雄工程師
- 何達銘先生
- 佘釗雄先生
- 余妙偉先生
- 余秋萍女士
- 余偉傑先生
- 余雯芝女士
- 吳天倫先生
- 吳家泳工程師
- 吳浩楠先生
- 吳海洋先生
- 吳偉龍先生
- 吳焯瀚先生
- 吳嘉聰先生
- 吳慧妍博士
- 吳燦興先生
- 吳鴻才先生
- 吳檬希工程師
- 吳礎濱先生
- 李允瑜女士
- 李匡豐先生
- 李志銘先生
- 李亮嶠先生
- 李倩文女士
- 李家樂先生
- 李彧孜工程師
- 李振標先生
- 李啟賢先生
- 李榮達先生
- 李劍虹先生
- 李潛穎女士
- 李穎詩女士
- 李翺全先生
- 李耀興先生
- 杜美琪醫生
- 杜潤昌先生
- 汪美玲女士
- 沈文龍先生
- 沈立志先生
- 冼霞平女士
- 周志銘先生
- 周佩玉女士
- 周尚志工程師
- 周冠棠先生
- 周政言先生
- 周浩賢先生
- 周敏翹女士
- 周鳳萍女士
- 周震揚先生
- 周穗平工程師
- 林子權先生
- 林文儀女士
- 林方達先生
- 林永祥先生
- 林志明先生
- 林秀雄先生
- 林建威工程師
- 林庭瀚先生
- 林恩傑先生
- 林振輝先生
- 林浩然先生
- 林偉雄先生
- 林國偉先生
- 林瑞心女士
- 林緻賢女士
- 林鋭鋒先生
- 林澤森先生
- 侯建文工程師
- 施金梭先生
- 施培康工程師
- 施輝雁先生
- 胡偉軍先生
- 凌兆年先生
- 唐紹康先生
- 孫志華先生
- 容兆邦先生
- 徐逸先生
- 徐燕華先生
- 袁思俊先生
- 袁悅欣女士
- 袁嘉諾先生
- 馬浩霆先生
- 馬敏為先生
- 馬詩菀女士
- 高怡慧女士
- 高偉正工程師
- 高啟嫻女士
- 區健偉先生
- 區頴恩女士
- 崔燿宗先生
- 張仲誠先生
- 張志滔先生
- 張良鈺女士
- 張宜偉先生
- 張承熙先生
- 張國威先生
- 張敏筠女士
- 張富強工程師
- 張萃麟女士
- 張嘉倩女士
- 張嘉進先生
- 張慧萍女士
- 梁大偉先生
- 梁威麟先生
- 梁家俊先生
- 梁健德先生
- 梁啓明博士
- 梁國健先生
- 梁雲祥先生
- 梁詩韻醫生
- 梁樂友先生
- 梁瀚雲工程師
- 莊炳強先生
- 莫鑑深先生
- 許家熙先生
- 許毓麟先生
- 許綺惠女士
- 郭明輝先生
- 郭思明女士
- 郭銨淇女士
- 陳子路先生
- 陳天志先生
- 陳玉屏女士
- 陳志威先生
- 陳志偉先生
- 陳沛言女士
- 陳秉政先生
- 陳金泉先生
- 陳彥成先生
- 陳柏佳先生
- 陳柏林先生
- 陳家浩先生
- 陳朗陽先生
- 陳偉強先生
- 陳健勤工程師
- 陳啟豪先生
- 陳梓肇先生
- 陳創麗女士
- 陳雋羲先生
- 陳新源先生
- 陳煒堂工程師
- 陳詩濤先生
- 陳嘉傑先生
- 陳廣興先生
- 陳慧詩女士
- 陳樂暉工程師
- 陳薏子女士
- 陸佩賢女士
- 麥迪泓先生
- 勞瑞蓮女士
- 曾文峰工程師
- 曾淑儀女士
- 曾維禮先生
- 曾艷霜女士
- 温健雄工程師
- 游錦鈿先生
- 湯思進先生
- 湯發強先生
- 程子翔先生
- 覃光旻醫生
- 馮永昌工程師
- 馮均樂先生
- 馮漢聰先生
- 馮慶琛女士
- 馮鎮江先生
- 馮耀文工程師
- 黃少光先生
- 黃少良先生
- 黃少芬女士
- 黃永志先生
- 黃何詠詩女士
- 黃君彥先生
- 黃廷軒先生
- 黃俊英女士
- 黃浩文先生
- 黃浩龍先生
- 黃啟泰先生
- 黃淑芬女士
- 黃華德先生
- 黃詠彤女士
- 黃嘉裕先生
- 黃銘澄女士
- 楊日堃先生
- 楊向明先生
- 楊戎博士
- 楊泉清先生
- 楊朗恒先生
- 楊偉民先生
- 楊敬安先生
- 楊曉彤女士
- 葉心醫生
- 葉兆强先生
- 葉浩東先生
- 葉鳳嬌女士
- 葉慧女士
- 葉學山工程師
- 葉麗蓉女士
- 廖若男女士
- 廖家兒女士
- 廖福英女士
- 管智悅先生
- 翟敏莉女士
- 劉小玲女士
- 劉志勤先生
- 劉明輝醫生
- 劉秉權先生
- 劉振威先生
- 劉健文先生
- 劉健生醫生
- 劉敏維醫生
- 劉該得先生
- 劉達光博士
- 劉興廣先生
- 劉鍵衡先生
- 劉耀文先生
- 歐家榮醫生
- 潘凱玲女士
- 潘誌謙先生
- 蔡天衛先生
- 蔡偉麟先生
- 蔣偉根女士
- 鄧再展先生
- 鄧承恩先生
- 鄧柏安先生
- 鄧振光先生
- 鄧浩麟工程師
- 鄧榮華先生
- 鄭美玲女士
- 鄭捷輝先生
- 鄭淑芳工程師
- 鄭煒森先生
- 鄭鈺葉女士
- 黎健榮先生
- 黎基正先生
- 黎清文女士
- 黎瑋筠女士
- 黎寶儀女士
- 禤志聰先生
- 盧卓浩醫生
- 盧淑儀女士
- 盧廣祥先生
- 盧錦鋒機長
- 賴家恒先生
- 賴雪芬女士
- 霍偉佳先生
- 駱兆倫先生
- 駱家偉工程師
- 駱健斌先生
- 龍冠東先生
- 戴立科工程師
- 謝冠鴻工程師
- 謝錦城先生
- 鍾智偉先生
- 鄺淑真女士
- 鄺紹斌先生
- 鄺創基先生
- 鄺雅明醫生
- 鄺豪傑先生
- 羅汝鈞先生
- 羅美斯女士
- 羅耀華先生
- 譚佩怡女士
- 譚佩英女士
- 譚怡仲女士
- 譚詠堃女士
- 譚楚翹先生
- 譚嘉渭醫生
- 關珮賢女士
- 關耀基醫生
- 嚴子閣先生
- 嚴妙玲女士
- 蘇子正先生
- 蘇雲智先生

另外，因應港區國安法生效，為表揚对維護國家安全的重大貢獻，行政長官破例於2021年2月9日向七名現任和前任高級警務人員頒發行政長官公共服務獎狀，大多數人員與警方國安處有關。
- 盧偉聰，GBS，PDSM，PMSM，JP，前警務處處長
- 鄧炳強，PDSM，PMSM，警務處處長
- 劉賜蕙，PDSM，PMSM，警務處副處長（國家安全）
- 蔡展鵬，PDSM，國家安全處處長
- 簡啟恩，PMSM，警務處助理處長（國家安全1）
- 江學禮，PMSM，警務處助理處長（國家安全2）
- 李桂華，PMSM，國家安全處高級警司

### 2022年
- 朱文龍先生
- 何耀威先生
- 吳卓衡先生
- 李一鳳女士
- 李潔玲女士
- 李潤流先生
- 林惠英女士
- 馬光和先生
- 梁美賢女士
- 郭嘉銓先生
- 陳嘉怡女士
- 陳翠玲女士
- 彭建文先生
- 黃有嬌女士
- 黃敏暉女士
- 黃劉婉貞女士
- 楊鎮海先生
- 趙詠蘭女士
- 劉浩斌先生
- 歐芷賢女士
- 鄭麗賢女士
- 盧美玲女士
- 盧凱詩女士
- 盧蕙卿女士
- 蕭麗琼女士
- 賴雪蘭女士
- 薛鎮廷先生 (Mr Justin Andrew Mark SHAVE)
- 謝錦華先生
- 蘇穎詩女士

下列嘉獎人士在應對2019冠狀病毒病疫情的工作方面，貢獻良多，特頒獎狀，以示嘉勉：
- 方健華先生，JP
- 方景麟先生
- 方樂文先生
- 王光明先生
- 王沅翊女士
- 王虎先生
- 王英傑先生
- 王國姿女士
- 王錦華女士
- 王頴嫻女士
- 布瑞強先生
- 甘志強先生
- 石洛琳女士
- 石陳麗樺女士
- 任向華先生
- 任浩晨先生
- 任敬業先生
- 任麗嬋女士
- 伍啟榮先生
- 伍國宇先生
- 伍婉儀女士
- 伍詠恩女士
- 伍穎潔女士
- 朱佩珊女士
- 朱喬鋒先生
- 朱嘉傑工程師
- 朱綺玲女士
- 江貴福先生
- 何明亮先生
- 何美智女士
- 何美蓮女士
- 何國桓先生
- 何國樑先生
- 何婉華女士
- 何梓滔先生
- 何烱健先生
- 何烱麟先生
- 何慧儀女士
- 余小玲女士
- 余倚華女士
- 余浩明醫生
- 吳文志先生
- 吳近榮工程師
- 吳家寶女士
- 吳浩然先生
- 吳偉文先生
- 吳偉諾先生
- 吳國輝先生
- 吳智康先生
- 吳嘉榮先生
- 吳銘浩先生
- 吳鴻輝先生，JP
- 吳麗兒女士
- 呂已才先生
- 呂志青先生
- 宋旭平先生
- 岑倫光先生
- 李天頌先生
- 李少蘭女士
- 李文鋒先生
- 李文韜先生
- 李可期女士
- 李成添先生
- 李志坤先生
- 李志聰先生
- 李佩珍女士
- 李泳嘉先生
- 李亮明先生，FSDSM
- 李俊傑先生
- 李威儀女士
- 李建中先生
- 李建日先生，SBS，FSDSM
- 李柏樑先生
- 李烈輝先生
- 李國銘先生
- 李景暉先生
- 李愷崙女士
- 李達文先生
- 李達生先生
- 李穎筠女士
- 李麗筠女士
- 李寶枝女士
- 李艷芳女士，JP
- 杜景浩先生
- 冼迪麟先生
- 周昕工程師
- 周惠敏女士
- 周劍儒醫生
- 周樹文先生
- 易沛然女士
- 林少冰女士
- 林文政先生
- 林安琪女士
- 林志雲先生
- 林定楓先生
- 林明偉先生
- 林金池先生
- 林柏如先生
- 林美儀女士
- 林展鵬先生
- 林惠安先生，CSDSM
- 林嘉露女士
- 林漢基博士
- 林澤瑋先生
- 林耀祖先生
- 俞智偉先生
- 哈文慧女士 (Ms Hamidah HAROON)
- 柯家樂女士，JP
- 洪業成先生
- 洪曉敬女士
- 洪麗雲女士
- 胡天祐先生，JP
- 胡卓宏先生
- 凌浩賢工程師
- 凌菊儀女士
- 徐浩光博士，JP
- 徐素華女士
- 徐嘉禧先生
- 徐德明先生
- 翁日成先生
- 翁偉德先生
- 袁超傑先生
- 馬周佩芬女士
- 馬美嬌女士
- 馬瓊芬女士
- 區家盛先生，JP
- 區展秋先生
- 區健聰先生
- 區詩敏博士
- 崔詠倫先生
- 張子輝博士
- 張立先生
- 張立燕女士
- 張栢基先生
- 張偉文先生
- 張偉雄先生
- 張瑞敏女士
- 張廣達先生
- 張誼女士，JP
- 梁子傑先生
- 梁子琪先生，JP
- 梁孝旋先生
- 梁秀雯女士
- 梁昌杰先生
- 梁保華先生
- 梁建業博士
- 梁科文先生
- 梁美紅醫生
- 梁家忠先生
- 梁啟健先生
- 梁喜蓮女士
- 梁皓怡女士
- 梁愛蓮女士
- 梁靖瑤女士
- 梁嘉倫先生
- 梁嘉榮先生
- 梁毅先生
- 梁懿德女士
- 符昊熙先生
- 莊永桓先生，JP
- 莊宏偉先生
- 莊團福工程師
- 莊鴻娜女士
- 莫志良先生
- 莫卓琛工程師
- 許志平先生
- 許志偉先生
- 許建業先生
- 許為強工程師
- 許詠賢女士
- 郭子健先生
- 郭敏萍女士
- 郭慧雯女士
- 郭頴詩女士，JP
- 陳子儉先生
- 陳天柱先生，JP
- 陳文兆先生
- 陳可嘉女士
- 陳巧敏女士，JP
- 陳永健先生
- 陳永傑先生
- 陳玉華女士
- 陳兆榮先生
- 陳卓生先生
- 陳尚敏女士
- 陳明德先生
- 陳明潔女士
- 陳雨青女士
- 陳冠康先生
- 陳思艾女士 (Ms Nongyao VITAYATPRAPAIPHAN)
- 陳星朗先生
- 陳家俊先生
- 陳展康先生
- 陳啟霖先生
- 陳淑婷女士
- 陳清發先生
- 陳祥偉先生
- 陳詠華女士
- 陳詠雯女士
- 陳愛麗女士
- 陳煒萍女士
- 陳達成先生
- 陳雋軒先生
- 陳劍鳴先生
- 陳慧珍女士
- 陳檳林先生
- 陸子慧先生
- 麥少芬女士
- 麥少玲女士
- 麥成達博士
- 彭華耀先生
- 彭鳳儀女士
- 曾淑英女士
- 温悅婷女士
- 温錦康先生
- 游淑如女士
- 程鴻緯先生
- 馮品聰先生
- 馮家輝先生
- 馮朗然女士
- 馮曼瑜女士
- 馮雅慧女士，JP
- 馮嘉樂先生
- 馮麗卿女士
- 黃子健先生
- 黃文廸先生
- 黃立人先生
- 黃志慧女士
- 黃沛津先生
- 黃彥彤女士
- 黃恒偉先生
- 黃振麟先生
- 黃浩然先生
- 黃偉光先生
- 黃偉良先生
- 黃偉強先生
- 黃偉超先生
- 黃國球先生
- 黃惠珠女士
- 黃智坤先生
- 黃智鏞先生
- 黃雄文工程師
- 黃傳輝先生，JP
- 黃敬慈先生
- 黃嘉偉先生
- 黃慧妍女士
- 黃錦麗女士
- 黃鎮標先生
- 楊少蘭女士
- 楊俊偉先生，CSDSM
- 楊素英女士
- 楊偉良先生
- 楊偉傑醫生
- 楊國安先生
- 楊凱欣女士
- 楊蕙心女士，JP
- 萬成功先生
- 萬淑芬女士
- 葉亦翎先生
- 葉國祥先生
- 葉詠恩女士
- 葉韻婷女士
- 葉耀邦先生
- 詹宇紅女士
- 鄒君逸先生
- 雷學良先生
- 甄偉賢先生
- 趙文傑先生
- 趙世昌先生
- 趙伯明先生
- 趙俊庭先生
- 趙浩霖先生
- 趙燕驊先生，JP
- 趙駿康先生
- 蔡迪迦先生
- 蔡清峰先生
- 蔡瑪莉女士
- 黎妙儀女士
- 黎志雄先生
- 黎俊榮先生
- 黎健文先生
- 黎陳慧芬女士
- 劉佩欣女士
- 劉俊豪先生
- 劉國信先生
- 劉敬民先生
- 劉嘉欣女士
- 劉頴嵐先生
- 樊朗明先生
- 歐陽淑莊女士
- 潘偉明醫生
- 潘鳳蓮女士，CMSM
- 鄧秉明先生，CSDSM
- 鄧美群女士
- 鄧偉業先生
- 鄧偉權先生
- 鄧啟澤先生
- 鄧淑雯女士
- 鄧智溢先生
- 鄧達培先生
- 鄧嘉玲女士
- 鄧德威先生
- 鄧樂濤先生
- 鄧顯權先生
- 鄭作榮先生
- 鄭志文先生
- 鄭偉倫先生
- 鄭健先生，JP
- 鄭棣華先生
- 鄭港涌先生，JP
- 鄭慧芯女士
- 鄭懿嘉女士
- 盧大威醫生
- 盧文鍵工程師
- 盧志強先生
- 盧楚慧女士
- 錢活滿先生
- 霍靜雯女士
- 戴凱佑先生
- 薛賀文先生
- 謝振中先生
- 謝雅立女士
- 謝寶瑤女士
- 鍾秀芳女士
- 鍾思穎女士
- 鍾家昌先生
- 鍾銘樂先生
- 藍凱彬先生
- 顏克武先生
- 顏嘉倩女士
- 魏德勇先生，FSDSM
- 羅明龍先生
- 羅詠珊女士
- 羅鶴鳴先生
- 譚卓偉先生
- 譚泳麟工程師
- 譚偉文先生
- 關可臨先生
- 關善之女士
- 嚴志偉先生
- 嚴家豪先生
- 嚴瑋婷女士
- 蘇日華先生
- 蘇智聰先生
- 蘇港燊先生
- 龔卓烽先生
- 龔翠冰女士

### 2023年
- Mr Victor George PADDY
- 王耀明先生，PMSM
- 朱祺明先生
- 余志賢先生
- 李冠忠工程師
- 李培良先生
- 李嘉偉先生
- 周偉德先生
- 洪毅先生
- 洪禮文女士
- 袁煒焮女士
- 張永健機長
- 梁書欣女士
- 梁敏超機長，MBB
- 梁瑞珠女士
- 陳有鳳女士
- 陳伯恒先生
- 陳家陶機長，GDSM，MBB
- 陳桂儀女士
- 陳國偉先生
- 黃達棠工程師
- 楊珍儀女士
- 劉志強先生
- 劉淑萍女士
- 潘小潔工程師
- 潘炳揚先生
- 鄧栢堅先生
- 賴秀茵女士
- 鄺秀蘭女士

下列嘉獎人士為被派往土耳其的香港特別行政區救援隊人員，貢獻良多，特頒獎狀，以示嘉勉：
- 文陽先生
- 尹建偉先生，MBS
- 文家平先生
- 文偉傑先生
- 方國榮先生
- 王宇明先生
- 王健禧先生
- 朱文龍先生
- 朱家銘先生
- 朱凱豪先生
- 朱嘉遜先生
- 江嘉豪先生
- 何裕邦先生
- 吳定邦先生
- 吳家諾先生
- 吳海傑先生
- 吳嘉倫先生
- 李俊傑先生
- 李榮基先生
- 周浚楷先生
- 周詠賢先生
- 林向榮先生
- 邱志忠先生
- 洪嘉良先生
- 胡峻豪先生
- 范婉雯醫生，JP
- 張祖洛先生
- 梁志宏先生
- 梁俊彥先生
- 梁桂森先生
- 梁健豪先生
- 許家和先生
- 郭志鈞先生
- 郭展峯先生
- 陳柱匡先生
- 陳展文先生
- 陳祖健先生
- 黃思律先生
- 黃英彰先生
- 黃家偉先生
- 黃浩礎先生
- 黃海強先生
- 黃國倫先生
- 黃德志先生
- 楊強生先生
- 葉儉雄先生
- 蔡斯塱先生
- 劉文發先生
- 劉偉康先生
- 劉健生醫生
- 蔣天朗先生
- 鄭嘉偉先生
- 盧韶暉先生
- 戴浩賢先生
- 魏永森先生
- 羅文傑先生
- 譚遨民先生
- 蘇志安先生
- 蘇鎮邦先生

### 2024年
- 林少忠先生
- 楊美琪女士，JP
- 梅基發先生，JP
- 廖李可期女士，JP
- 曾強先生，SBS
- 林志偉先生，PMSM
- 林偉亮先生，PMSM
- 楊耀宗先生，PMSM
- 鍾仕邦先生，PMSM
- 黎偉生博士，IMSM
- 伍朗廷先生
- 周天行先生
- 梁文豐先生
- 彭士印先生
- 蕭敏鏇女士
- 方善鏗先生
- 王錫輝先生
- 包亦煒先生
- 白智峰先生
- 伍子健先生
- 伍恩偉先生
- 伍嘉豪先生
- 向秉龍先生
- 呂文集先生
- 呂加雯女士
- 何宇揚先生
- 佘卓禮先生
- 余俊曦先生
- 吳文俊先生
- 吳加悅女士
- 吳秉聰先生
- 吳芷軒女士
- 吳朗謙先生
- 吳盛超先生
- 吳詠怡女士
- 吳蔚妍女士
- 吳融錤先生
- 李日香女士
- 李名誠先生
- 李百謙先生
- 李沛權先生
- 李家霆先生
- 李書權先生
- 李嘉莉女士
- 李維峻先生
- 李澤鴻先生
- 周仁傑先生
- 周美鳳女士
- 周庭烽先生
- 周海雄先生
- 周嘉豪先生
- 周蔚嫻女士
- 林子峰先生
- 林景豐先生
- 林瑞群女士
- 林燕明女士
- 邱嘉榮先生
- 邵韻儀女士
- 柯海棠先生
- 胡家潤女士
- 韋婧女士
- 耿麗雅女士
- 袁兆基先生
- 袁志恒先生
- 袁燕華女士
- 馬僑徽先生
- 張伯傑先生
- 張俊傑先生
- 張柏誠先生
- 戚碧梅女士
- 梁子祺先生
- 梁玉萍女士
- 梁安琪女士
- 梁晉榮先生
- 梁國林先生
- 梁維斌先生
- 梁樂文先生
- 莊文欣女士
- 莫冠斌先生
- 莫國傑先生
- 許康傑先生
- 郭思慧女士
- 郭倩文女士
- 郭啟國先生
- 郭凱瑩女士
- 郭曉君女士
- 陳子峰先生
- 陳允健先生
- 陳永鉅先生
- 陳君傑先生
- 陳志成先生
- 陳思凱先生
- 陳倩媛女士
- 陳家駒先生
- 陳偉文先生
- 陳國衛先生
- 陳培堅先生
- 陳雅香女士
- 陳嘉明先生
- 陳慧妍女士
- 陳穎琛女士
- 陳翰翹先生
- 陳龍杰先生
- 陳鴻鈞先生
- 傅悅耳女士
- 勞麗芳女士
- 彭嘉榮先生
- 曾志榮先生
- 曾倩冰女士
- 曾康然先生
- 曾凱亮先生
- 程宇廷女士
- 馮俊宜女士
- 馮寶羅先生
- 黃天筵女士
- 黃文貴先生
- 黃安妮女士
- 黃安敏女士
- 黃金鳯女士
- 黃展皓先生
- 黃添培先生
- 黃煒倫先生
- 黃銳玲女士
- 黃蕬茹女士
- 黃顯婷女士
- 楊日朗先生
- 楊英祺先生
- 楊雲飛先生
- 葉浚軒先生
- 葉澤標先生
- 詹竣耀先生
- 雷家雋先生
- 雷得信機長
- 蔡天佑先生
- 蔡晉賢先生
- 蔡嘉浩先生
- 黎啟東先生
- 黎國湧先生
- 黎達開先生
- 黎顯倫先生
- 劉力基工程師
- 劉少清女士
- 劉永旭先生
- 劉偉鴻先生
- 劉雲達先生
- 劉嘉璧女士
- 劉劍活先生
- 劉德榮先生
- 劉曉丹女士
- 劉錦銘先生
- 劉麗明女士
- 樂逢源先生
- 歐陽汶杰先生
- 鄧楚灝女士
- 鄧睫兒女士
- 鄭雅青女士
- 盧萱庭女士
- 盧樂敏女士
- 龍嘉淇女士
- 戴欣女士
- 戴相敬先生
- 繆美瑜女士
- 謝威誠先生
- 藍淑琴女士
- 鄺偉賢先生
- 魏小慧女士
- 羅天瑋先生
- 羅寶珠女士
- 譚暐麟先生
- Mr Nicholas John WATERS

### 2025年
- 廖政達先生，PMSM
- 蔡宇飛先生
- 方偉雯工程師
- 王志文先生
- 王培安先生
- 朱永健先生
- 朱遠明先生
- 李育浚先生
- 李啟倫先生
- 沈俊彥先生
- 林玉嫦女士
- 姚勳雄先生
- 柯永燊先生
- 凌佩枝女士
- 殷晃偉先生
- 袁栢基先生
- 張乃弘工程師
- 張祺志先生
- 莊汶鋒先生
- 許惠芳女士
- 許稼農先生
- 陳守仁先生
- 陳志勇先生
- 陳國政先生
- 彭少蓉女士
- 黃美玲女士
- 黃國基先生
- 劉美英女士
- 劉譯琳女士
- 鄭家瑜先生
- 盧丹丹工程師
- 盧家偉先生

下列嘉獎人士為參與緬甸救援行動的香港特別行政區救援隊人員，貢獻良多，特頒獎狀，以示嘉勉：  
- 趙汝珏先生
- 文家平先生
- 江嘉豪先生
- 胡峻豪先生
- 張祖洛先生
- 梁志宏先生
- 郭志鈞先生
- 陳柱匡先生
- 劉偉康先生
- 蔣天朗先生
- 譚遨民先生
- 王鋭靖先生
- 江梓瑩女士
- 何雄耀先生
- 余逸豪先生
- 吳子瑋先生
- 吳小明先生
- 吳偉諾先生
- 李思元先生
- 李致灝先生
- 李偉成先生
- 李銳基先生
- 周子晉先生
- 林旭揚先生
- 林家禮先生
- 林福亮先生
- 林錦星先生
- 邱賜霆先生
- 容偉明先生
- 高展能先生
- 康嘉洛先生
- 張家浩先生
- 張振毅先生
- 許涵芳女士
- 陳向前先生
- 陳焯文先生
- 馮啟康先生
- 馮銘希先生
- 黃嘉璋先生
- 葉家傑先生
- 葉國安先生
- 劉伯潮先生
- 劉榮君先生
- 潘江澤先生
- 鄭子傑先生
- 鄭家成先生
- 蕭景輝先生
- 霍振明先生
- 羅康然先生